# 教養市民層

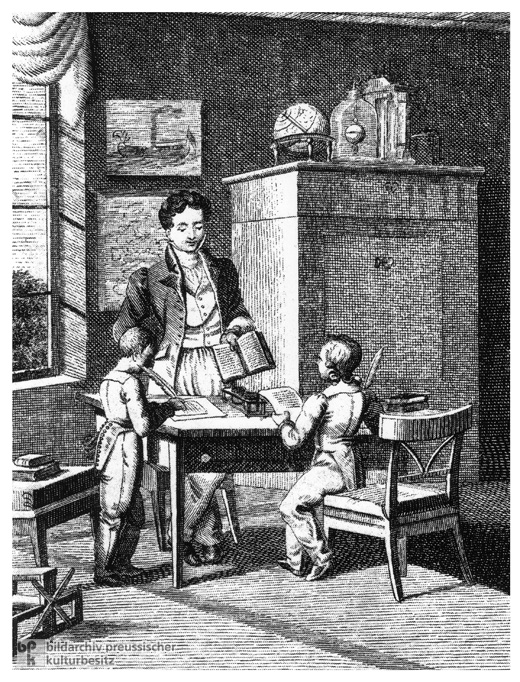
教養市民層は物質的な豊かさよりも教育的な基盤を重視し、子どもたちの教育を重視した。

教養市民層（きょうようしみんそう、独: Bildungsbürgertum、ドイツ語: [ˈbɪldʊŋsˌbʏʁɡɐtuːm]）は、18世紀中頃のドイツに現れた、高等教育を受けたブルジョワジーからなる社会階層であり、理想主義な価値観の古典古代の教養に基づいた教育理念を有していた。近代のドイツにおいては小ブルジョアに対してより知的で経済的に富裕な階層とみなされていた。

## 用語
この用語それ自体は1920年代に右派によって作られ、高度な教養と財産を有する特権層を攻撃するスローガンとして用いられた。
教養市民層という概念を他言語に翻訳するのは困難である。教養（ビルドゥング）という言葉は分野や教育を超えた深い範囲を指し示しており、啓蒙思想に深く根付いている。この言葉はヴィルヘルム・フォン・フンボルトの著作に見られる教育理念に対応している。したがって、この文脈では、教育の概念は生涯にわたる人間開発の過程となる。特定の外部的知識た技能を習得するための単なる訓練ではなく、教育は個人の精神的な感受性、文化的な感覚を向上させる過程とみなされる。人生を通じて個人的技能と社会的技能は拡大と成長を続ける（教養と一般常識を参照）。教養市民層は、より富裕で教育水準は劣る大ブルジョア層（所有市民層）と階級的な緊張関係にあった。

## 形成
教養市民層という言葉は18世紀半ばのドイツに登場した社会階層を指す言葉であった。この階層は自らを人文学、文学、科学の教育および国務への参与によって他の階層との差別化を図った。経済的に富裕ではあるが貴族ではない階級としてまず帝国自由都市で頭角を現した。彼らは物質的豊かさ、社会的地位、フンボルトの教育理念によるよりよい教育を獲得していった。文化や教育など教養思想は人間の完全性、特に個人の潜在能力は古典教育を通じて顕在化できるという信念によって形成されていった。 
後期の絶対王政の国家統治においては多くの教育ある官吏が改革を実行するのに必要だった。フランスにおけるような暴力革命を回避するために、文化的教育ひいては政治的地位にアクセスしうる国民の階級が組織された。結果として多くの教育機関が樹立されドイツにおいては際立って多かった。フンボルト大学を含めてドイツにおいて建学された大学群は他国の近代大学の模範となった。この新しい階級は主に政治的、経済的に有力とは見なされず、主に文化面で注目された。ドイツの技術的、学術的、経営的発展は教養市民層の力に負うところが大きいとしばしば主張される。
ナショナリズム の起源は自由主義思想にあるが、教養市民層は往々にしてリベラルな政治勢力に組みしたため、彼らはしんばしば国民国家樹立の前衛となった。1870年代までには教養市民層の大半はその進歩的な自由主義志向を失っていた。ドイツ文学者のクラウス・フォンドゥンクによると19世紀末の教養市民層には以下の傾向が認められるという。
- アカデミックな教育
- 仲間集団とその外部を峻別する行動様式、他の社会階級からの自主的な孤立、特に才能と血統に関する新貴族主義的な考え
- 髙い自営業率
- 社会的威信を経済的豊かさよりも重要視する
- ほとんどがプロテスタントである
- 「文化的エリート」であると考えられている
- 確たる職業的専門性を確立している

18世紀においては大学教員、ギムナジウム教員、医師、薬剤師、法曹、プロテスタント聖職者、技術者、高級官僚などのアカデミックな職業が教養市民層を強く代表していた。ドイツにおいては商業階級としての所有市民層が1850年代以降の工業化によって影響力を強める以前から教養市民層が影響力を行使していた。フランスとイギリスでは新興ブルジョアジーが政治的ヘゲモニーを握り、その経済力を根拠に政治的影響力を伸長させていった。ドイツにおいてはブルジョアジー階級の形成は1800年代の前半にのみ起こり、政治的に活発化した。それは失敗したにもかかわらずドイツにおける1848年革命において重要な役割の果たした。教養市民層という言葉と結び付けられる人物の一人はトーマス・マンである。
教養市民層はワイマール共和国におけるナチ党の台頭にも重要な役割を果たしたと考えられている。
第二次世界大戦後の東西ドイツおよびその後の統一ドイツにおいては各学問分野の専門分化が進み、教養層が共有知としての古典的教養が失われたことや高等教育の大衆化によって、客観的な階級としての教養市民層は消滅したとされる。